# Romantisme patriotique
 (juin 2022).
Si vous disposez d'ouvrages ou d'articles de référence ou si vous connaissez des sites web de qualité traitant du thème abordé ici, merci de compléter l'article en donnant les références utiles à sa vérifiabilité et en les liant à la section « Notes et références ».
Le romantisme patriotique est un courant artistique romantique vu, entre autres, au Québec dans les années 1820 à 1850. Le principal fondement du courant est apparu avec l'influence de la révolution française ainsi que le mouvement romantique du pays.

## Types
Le lyrisme personnel est un type de texte romantique patriotique qui valorise beaucoup le peuple québécois, écrit dans un langage recherché, qui met en valeur le terroir et l'idéologie de la conservation.

## Histoire
Les origines du mouvement peuvent être retracées dans la publication de textes romantiques français dans des journaux québécois tels le Populaire ou le Canadien bien qu'à leurs débuts, ils n'aient pas réussi à attirer un public en dehors de membres de l'élite sociale, souvent dû à la nature très philosophique et abstraite des textes d'une population peu éduquée dans les arts et la pensée philosophique. Une raison de leur manque de popularité viendrait aussi de la nature du romantisme, étant un genre réactionnaire face à une littérature classique dont le Québec ne disposait pas durant les années 1820-1830.

## Liste d'écrivains attribué au genre littéraire
- Laure Conan
- Fadette (Henriette Dessaulles)
- Eudore Évanturel
- Louis-Antoine Dessaulles

Extrait : Notre but est le progret, notre moyen est le travail et notre lien est la tolérance Discours sur la tolérance, Le journal: La patrie littéraire[source insuffisante]